# Hospice de Bazas
L'Hospice de Bazas est un ensemble de bâtiments situé dans le département français de la Gironde, sur la commune de Bazas, en France.

## Localisation
L'hospice se trouve au nord de la ville ancienne, entre la rue Saint-Antoine et la rue Paulin de Pella. Les nouveaux bâtiments de l'hôpital de Bazas jouxtent cet hospice.

## Historique
D'anciens bâtiments datant du Moyen Âge sont reconstruits et agrandis entre 1730 et 1770 pour établir un hôpital, aujourd'hui désaffecté, une chapelle et un bâtiment perpendiculaire aux précédents servant de maison de retraite ; cet ancien hôpital abrite une apothicairerie qui conserve, entre autres, une grande collection de faïences et de verreries ; l'ensemble est inscrit au titre des monuments historiques par arrêté du 30 octobre 2003 pour l'hospice, sa chapelle et son apothicairerie. 

## Notes et références

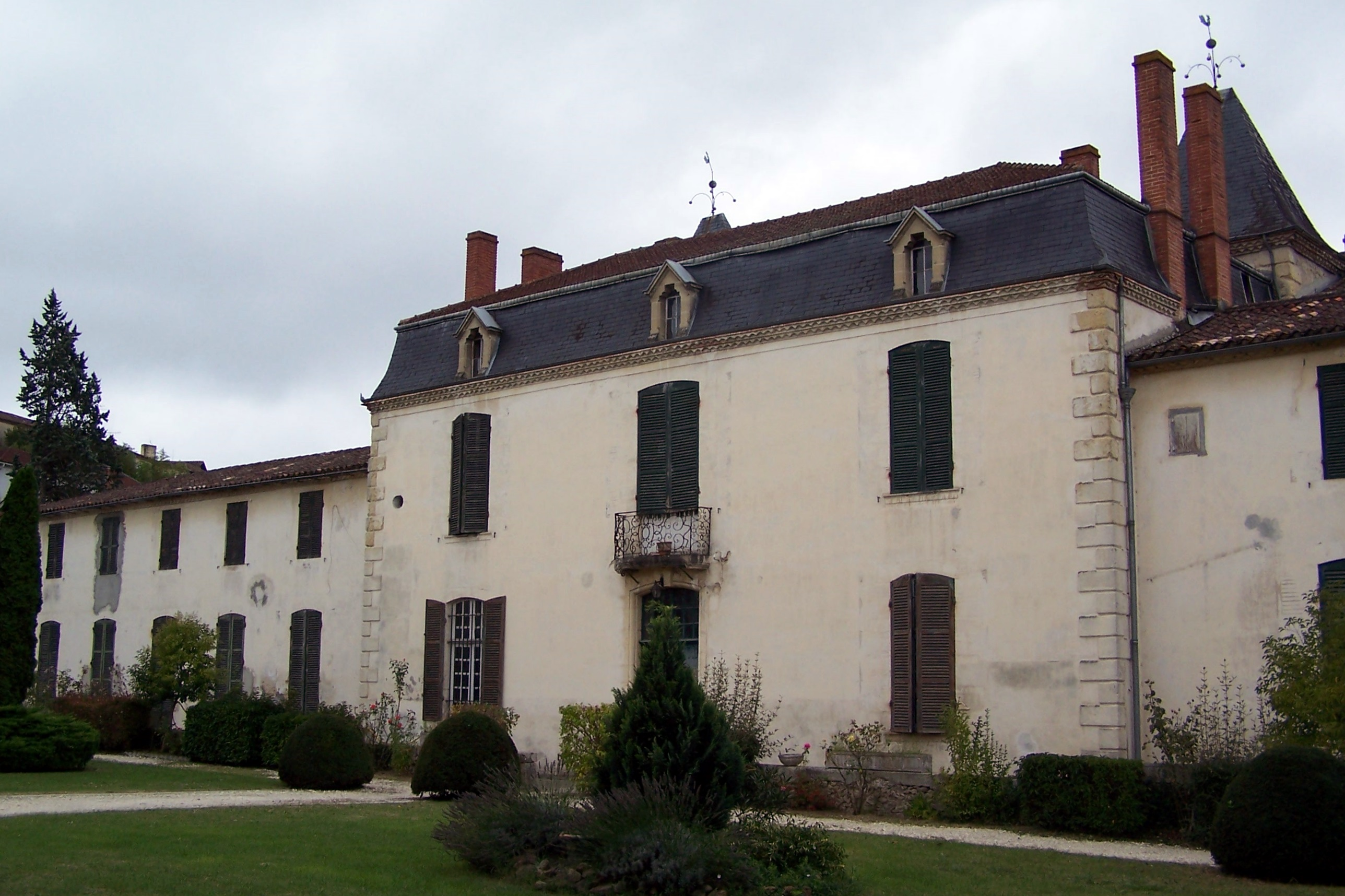
Vue est de la cour intérieure et des bâtiments (sept. 2011)
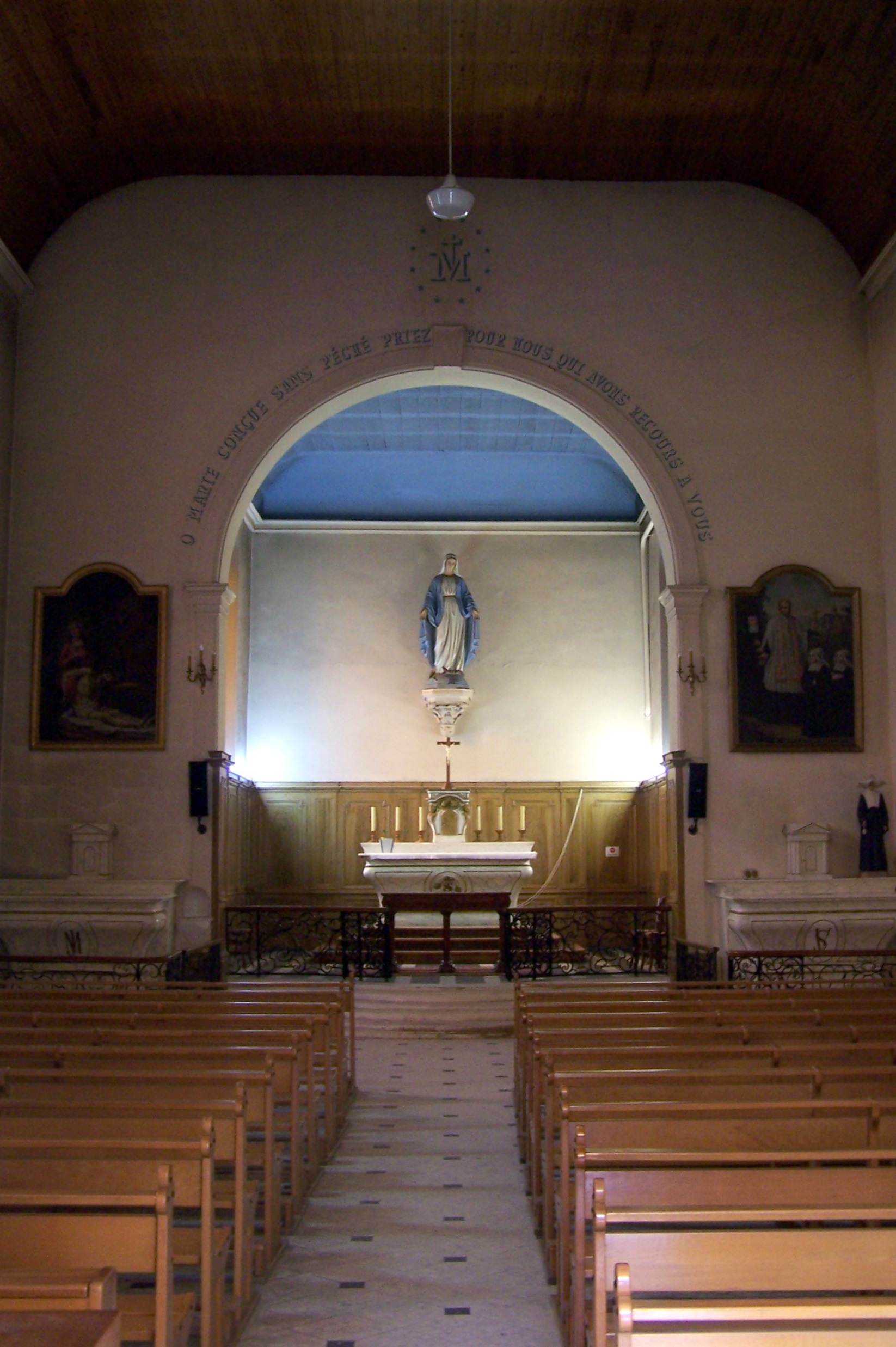
Vue intérieure de la chapelle (sept. 2011)
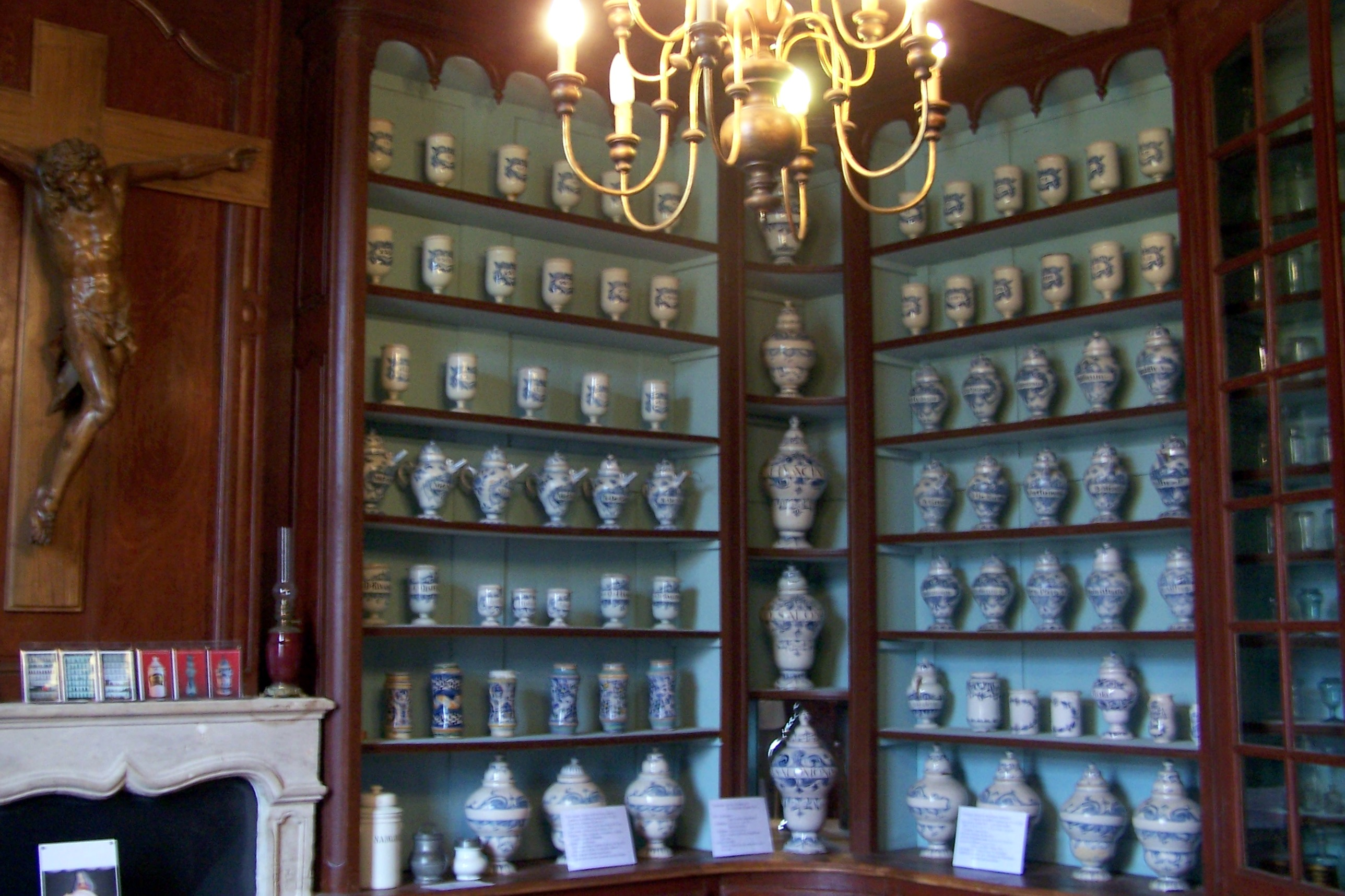
Une partie des trésors de l'apothicairerie (sept. 2011)